# مسابقات تکواندو قهرمانی آسیا ۱۹۹۸
مسابقات تکواندو قهرمانی آسیا ۱۹۹۸، سیزدهمین دوره مسابقات تکواندو قهرمانی آسیا بود که از ۱۵ تا ۱۷ مه ۱۹۹۸، در هوشی‌مین، ویتنام برگزار شد.

## خلاصه مدال‌ها

### مردان
| رویداد               | طلا                       | نقره                             | برنز                          |
| Finweight −۵۰ ک‌گ     | Lee Hou-kun · تایوان      | Mohammad Al-Hamed · اردن         | Kim Byung-tae · کرهٔ جنوبی     |
| Finweight −۵۰ ک‌گ     | Lee Hou-kun · تایوان      | Mohammad Al-Hamed · اردن         | Trần Quang Vinh · ویتنام      |
| Flyweight −۵۴ ک‌گ     | Choi Man-yong · کرهٔ جنوبی | Nguyễn Duy Khương · ویتنام       | Nick Tsioulos · استرالیا      |
| Flyweight −۵۴ ک‌گ     | Choi Man-yong · کرهٔ جنوبی | Nguyễn Duy Khương · ویتنام       | Liu Huasheng · چین            |
| Bantamweight −۵۸ ک‌گ  | Kim Eui-chul · کرهٔ جنوبی  | Meng Fan-an · تایوان             | Liu Chuang · چین              |
| Bantamweight −۵۸ ک‌گ  | Kim Eui-chul · کرهٔ جنوبی  | Meng Fan-an · تایوان             | S. Sinnathurai · سنگاپور      |
| Featherweight −۶۴ ک‌گ | Kang Nam-won · کرهٔ جنوبی  | محمدتقی خضرایی · ایران           | Chen Shih-kai · تایوان        |
| Featherweight −۶۴ ک‌گ | Kang Nam-won · کرهٔ جنوبی  | محمدتقی خضرایی · ایران           | Sarawanan Subramaniam · مالزی |
| Lightweight −۷۰ ک‌گ   | Kim Byung-uk · کرهٔ جنوبی  | Chang Shih-lung · تایوان         | وحید عبداللهی · ایران         |
| Lightweight −۷۰ ک‌گ   | Kim Byung-uk · کرهٔ جنوبی  | Chang Shih-lung · تایوان         | Mohammad Al-Ruz · اردن        |
| Welterweight −۷۶ ک‌گ  | Ryu Keun-moo · کرهٔ جنوبی  | علی تاجیک · ایران                | Chang Chu-tien · تایوان       |
| Welterweight −۷۶ ک‌گ  | Ryu Keun-moo · کرهٔ جنوبی  | علی تاجیک · ایران                | Mohammad Al-Fararjeh · اردن   |
| Middleweight −۸۳ ک‌گ  | Kang Dong-kuk · کرهٔ جنوبی | Hussein Al-Tahleh · اردن         | Robert · اندونزی              |
| Middleweight −۸۳ ک‌گ  | Kang Dong-kuk · کرهٔ جنوبی | Hussein Al-Tahleh · اردن         | Alessandro Lubiano · فیلیپین  |
| Heavyweight +۸۳ ک‌گ   | Kim Je-kyoung · کرهٔ جنوبی | Khaled Al-Dosari · عربستان سعودی | Ibrahim Aqil · اردن           |
| Heavyweight +۸۳ ک‌گ   | Kim Je-kyoung · کرهٔ جنوبی | Khaled Al-Dosari · عربستان سعودی | Saleh Derghami · قطر          |

### زنان
| رویداد               | طلا                          | نقره                                | برنز                               |
| Finweight −۴۳ ک‌گ     | Jang Jung-eun · کرهٔ جنوبی    | Khin Swee Oo · برمه                 | Huang Yu-hsin · تایوان             |
| Finweight −۴۳ ک‌گ     | Jang Jung-eun · کرهٔ جنوبی    | Khin Swee Oo · برمه                 | Li Huang · چین                     |
| Flyweight −۴۷ ک‌گ     | Chi Shu-ju · تایوان          | Shim Hye-young · کرهٔ جنوبی          | Juana Wangsa Putri · اندونزی       |
| Flyweight −۴۷ ک‌گ     | Chi Shu-ju · تایوان          | Shim Hye-young · کرهٔ جنوبی          | Wong Liang Ming · سنگاپور          |
| Bantamweight −۵۱ ک‌گ  | Lee Ji-eun · کرهٔ جنوبی       | Usa Sinlapajarn · تایلند            | Umi Alifah · اندونزی               |
| Bantamweight −۵۱ ک‌گ  | Lee Ji-eun · کرهٔ جنوبی       | Usa Sinlapajarn · تایلند            | Al-Yasar Matar · اردن              |
| Featherweight −۵۵ ک‌گ | Trần Hiếu Ngân · ویتنام      | Nootcharin Sukkhongdumnoen · تایلند | جونگ جائه-اون · کرهٔ جنوبی          |
| Featherweight −۵۵ ک‌گ | Trần Hiếu Ngân · ویتنام      | Nootcharin Sukkhongdumnoen · تایلند | Xu Shen · چین                      |
| Lightweight −۶۰ ک‌گ   | Chen Yi-an · تایوان          | Nelia Sy · فیلیپین                  | لی سون-هی (تکواندوکار) · کرهٔ جنوبی |
| Lightweight −۶۰ ک‌گ   | Chen Yi-an · تایوان          | Nelia Sy · فیلیپین                  | Zhang Huijing · چین                |
| Welterweight −۶۵ ک‌گ  | Kim Mi-young · کرهٔ جنوبی     | چن ژونگ · چین                       | Jasmin Strachan · فیلیپین          |
| Welterweight −۶۵ ک‌گ  | Kim Mi-young · کرهٔ جنوبی     | چن ژونگ · چین                       | Yoriko Okamoto · ژاپن              |
| Middleweight −۷۰ ک‌گ  | He Lumin · چین               | Khúc Liễu Châu · ویتنام             | Oh Jeong-hee · کرهٔ جنوبی           |
| Middleweight −۷۰ ک‌گ  | He Lumin · چین               | Khúc Liễu Châu · ویتنام             | Hsieh Yen-chiu · تایوان            |
| Heavyweight +۷۰ ک‌گ   | Jung Myoung-sook · کرهٔ جنوبی | Kao Ching-yi · تایوان               | Lee Wan Yuen · مالزی               |
| Heavyweight +۷۰ ک‌گ   | Jung Myoung-sook · کرهٔ جنوبی | Kao Ching-yi · تایوان               | Hồ Thị Thanh Ơn · ویتنام           |

## جدول مدال‌ها
| رتبه            | کشور            | طلا | نقره | برنز | مجموع |
| --------------- | --------------- | --- | ---- | ---- | ----- |
| ۱               | کرهٔ جنوبی       | ۱۱  | ۱    | ۴    | ۱۶    |
| ۲               | تایوان          | ۳   | ۳    | ۴    | ۱۰    |
| ۳               | ویتنام          | ۱   | ۲    | ۲    | ۵     |
| ۴               | چین             | ۱   | ۱    | ۵    | ۷     |
| ۵               | اردن            | ۰   | ۲    | ۴    | ۶     |
| ۶               | ایران           | ۰   | ۲    | ۱    | ۳     |
| ۷               | تایلند          | ۰   | ۲    | ۰    | ۲     |
| ۸               | فیلیپین         | ۰   | ۱    | ۲    | ۳     |
| ۹               | برمه            | ۰   | ۱    | ۰    | ۱     |
| ۹               | عربستان سعودی   | ۰   | ۱    | ۰    | ۱     |
| ۱۱              | اندونزی         | ۰   | ۰    | ۳    | ۳     |
| ۱۲              | سنگاپور         | ۰   | ۰    | ۲    | ۲     |
| ۱۲              | مالزی           | ۰   | ۰    | ۲    | ۲     |
| ۱۴              | استرالیا        | ۰   | ۰    | ۱    | ۱     |
| ۱۴              | قطر             | ۰   | ۰    | ۱    | ۱     |
| ۱۴              | ژاپن            | ۰   | ۰    | ۱    | ۱     |
| مجموع (۱۶ کشور) | مجموع (۱۶ کشور) | ۱۶  | ۱۶   | ۳۲   | ۶۴    |